# Rosemary Clooney
Rosemary Clooney (Maysville, Kentucky, 23. svibnja 1928. - Beverly Hills, Kalifornija, 29. lipnja 2002.), američka glumica i pjevačica. Filmskoj publici je najpoznatija po ulozi Betty Haynes u filmu "Bijeli Božić".